# Gösta Frisk
Gösta Frisk, född 24 november 1890 i Stockholm, död 19 maj 1969, var en svensk målare och dekorationsmålare. 
Han var son till flaggunderofficeren O.F. Frisk och Lovisa Svensson. Frisk studerade vid Högre konstindustriella skolan i Stockholm 1921–1925 och var därefter huvudsakligen verksam som dekorationsmålare och vid restaurering av kyrkomålningar. Som stafflimålare målade han landskap i olja eller gouache samt humoristiska figursaker. Han medverkade i utställningar med Sveriges allmänna konstförening. Frisk är begravd på Spånga kyrkogård.